# Ojo rojo
El ojo rojo es un signo clínico que indica el enrojecimiento en la porción anterior del ojo, detectable a simple vista. Puede ser originado por varias enfermedades.

## Etiología
Las enfermedades más comunes que pueden causar un ojo rojo son:
- Conjuntivitis
- Queratitis
- Escleritis y epiescleritis
- Iridociclitis o uveítis anterior
- Glaucoma agudo
- Cuerpo extraño superficial o profundo
- Hemorragia subconjuntival
- Uveítis
- Irritación ocular por agentes exógenos

## Fisiopatología
El ojo rojo presenta una hiperemia de alguna de las estructuras más superficiales y anteriores del ojo, es decir la conjuntiva, esclerótica, córnea, iris y cuerpo ciliar, lo cual puede ser consecuencia de un proceso inflamatorio que las afecte directamente o indirectamente a través de otras estructuras adyacentes más profundas.

## Cuadro clínico
Se trata de un cuadro muy frecuente que puede deberse a un proceso benigno como una conjuntivitis vírica, pero que en ocasiones es consecuencia de una enfermedad grave. El médico de atención primaria que atiende a un paciente, debe evaluar una serie de signos clínicos que si están presentes hacen recomendable la derivación inmediata a un oftalmólogo.